# Loaded (série télévisée)
Pour les articles homonymes, voir Loaded.
Loaded est une série télévisée britannique de huit épisodes diffusée entre le 8 mai 2017 et le 26 juin 2017 sur Channel 4.

## Thème
Comédie qui suit l'histoire de quatre entrepreneurs et amis d'enfance.
Josh, Leon, Watto et Ewan viennent juste de vendre Idyl Hands, leur start-up spécialisée dans les jeux vidéo pour des centaines de millions de livres.
Du jour au lendemain, ils vont passer de « joueurs de jeux vidéo » à "joueurs importants dans le game".

## Distribution
- Jim Howick (VF : Thierry Wermuth) : Josh
- Samuel Anderson (VF : Laurent Maurel) : Leon
- Nick Helm (en) (VF : Jérémie Covillault) : Watto
- Jonny Sweet (en) (VF : Pascal Nowak) : Ewan
- Aimee-Ffion Edwards (VF : Alice Taurand) : Abi
- Mary McCormack (VF : Déborah Perret) : Casey
- Lolly Adefope (en) (VF : Audrey Sablé) : Naomi
- Scarlett Alice Johnson (en) (VF : Victoria Grosbois) : Paula

 Source et légende : version française (VF) sur RS Doublage et Doublage Séries Database